# Reisiswil
Reisiswil es una comuna suiza del cantón de Berna, situada en el distrito administrativo de Alta Argovia. Limita al norte y al este con la comuna de Melchnau, al sur con Gondiswil, y al oeste con Madiswil.
Hasta el 31 de diciembre de 2009 situada en el distrito de Aarwangen.

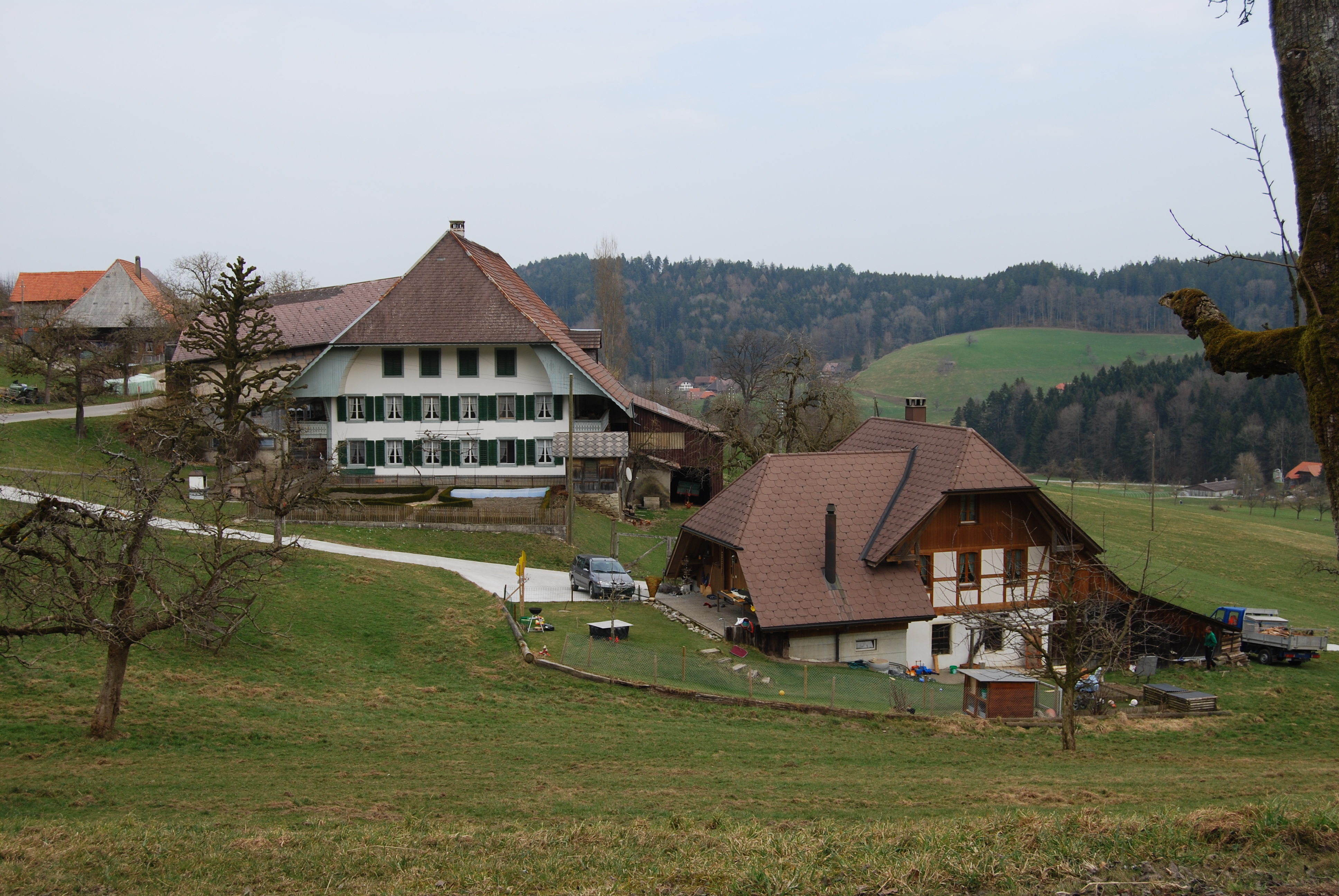
Reisiswil